# Charles Cornwallis, Hầu tước Cornwallis thứ 1
Charles Cornwallis, Hầu tước Cornwallis thứ nhất (31/12/1738 - 05/10/1805), là một tướng lĩnh và quan chức của Quân đội Anh. Từ năm 1753 đến 1762, ông được phong Tử tước xứ Brome và từ năm 1762 đến 1792 được phong Bá tước Cornwallis và sau mốc thời gian đó thì nhận tước vị Hầu tước Cornwallis cho đến lúc qua đời. Ở Hoa Kỳ và Vương quốc Anh, ông được nhớ đến nhiều với tư cách là một trong những vị tướng hàng đầu của Chiến tranh Cách mạng Mỹ. Sự đầu hàng của ông vào năm 1781 trước liên quân Mỹ - Pháp trong Cuộc vây hãm Yorktown đã chấm dứt các cuộc xung đột đáng kể ở Bắc Mỹ. Sau đó, ông giữ chức thống đốc dân sự và quân sự ở Ireland, nơi ông đã giúp đưa ra Đạo luật Liên minh 1800; và ở Ấn Độ, nơi ông đã giúp ban hành Bộ luật Cornwallis và Khu định cư vĩnh viễn.
Sinh ra trong một gia đình quý tộc và được giáo dục tại Eton và Cambridge, Cornwallis gia nhập quân đội vào năm 1757, chứng kiến các trận chiến trong Chiến tranh Bảy năm. Sau cái chết của cha mình vào năm 1762, ông tiếp nhận tước vị Bá tước Cornwallis và bước vào Viện Quý tộc. Từ năm 1766 đến năm 1805, ông là Đại tá của Trung đoàn Bộ binh 33. Tiếp theo ông tham gia vào các chiến dịch trong cuộc Cách mạng Hoa Kỳ từ năm 1776, năm 1780, ông đã gây ra một thất bại đáng xấu hổ cho quân đội Mỹ trong Trận Camden. Ông cũng là người chỉ huy Quân đội Anh trong chiến thắng Pyrrhic tháng 03/1781 tại Trận Guilford Court House. Cornwallis đầu hàng quân đội thuộc địa Mỹ vào tháng 10/1781 sau một chiến dịch kéo dài qua các bang miền Nam, được đánh dấu bằng những bất đồng giữa ông và cấp trên của mình, Tướng Henry Clinton.
Bất chấp những thất bại tại Bắc Mỹ, các chính phủ Anh tiếp theo vẫn trao cho Cornwallis sự tín nhiệm và ông tiếp tục thăng tiến trong sự nghiệp của mình. Được phong tước Hiệp sĩ vào năm 1786, ông được bổ nhiệm làm Toàn quyền và Tổng tư lệnh tại Ấn Độ trong năm đó. Ở Ấn Độ, ông đã ban hành nhiều cải cách quan trọng trong Công ty Đông Ấn Anh và tại các vùng lãnh thổ của nó, bao gồm Bộ luật Cornwallis, một phần trong đó là thực hiện các cải cách quan trọng về thuế đất, được gọi là Định cư vĩnh viễn (Permanent Settlement). Từ năm 1789 đến năm 1792, ông lãnh đạo lực lượng Anh và Công ty Đông Ấn trong Chiến tranh Anh-Mysore lần thứ ba và đánh bại Quốc vương Tipu của Vương quốc Mysore.
Trở về Anh Quốc vào năm 1794, Cornwallis được trao chức Tổng công trình sư (Master-General of the Ordnance) của quân đội Anh - Tổng tư lệnh chịu trách nhiệm về tất cả pháo binh, công binh, công sự, quân nhu, vận tải, bệnh viện dã chiến và nhiều thứ khác của Anh, không thuộc quyền của Tổng tư lệnh quân đội Anh. Năm 1798, ông được bổ nhiệm làm Lãnh chúa Ireland kiêm Tổng tư lệnh của xứ này, nơi ông chứng kiến Cuộc nổi dậy Ireland 1798, bao gồm cả cuộc xâm lược của Pháp vào Ireland và sự ra đời của Liên minh Anh và Ireland. Sau khi phục vụ tại Ireland, Cornwallis thay mặt Anh ký kết Hiệp ước Amiens năm 1802 và năm 1805, ông được bổ nhiệm trở lại Ấn Độ làm Toàn quyền. Ông đã qua đời không lâu sau đó tại Ấn Độ.

## Cuộc sống đầu đời và gia đình
Cornwallis sinh ra tại Quảng trường Grosvenor ở London, mặc dù bất động sản của gia đình ông ở Kent. Ông là con trai cả của Charles Cornwallis, Nam tước Cornwallis thứ 5. Mẹ của ông, Elizabeth, là con gái của Charles Townshend, Tử tước Townshend thứ 2, và là cháu gái của Robert Walpole. Chú của ông, Frederick, là Tổng giám mục Canterbury. Anh trai sinh đôi của Frederick, Edward, là một sĩ quan quân đội, thống đốc thuộc địa, và là người sáng lập Halifax, Nova Scotia. Em trai của ông, William đã trở thành một Đô đốc trong Hải quân Hoàng gia. Người em trai khác của ông, James, cuối cùng được thừa kế tước vị bá tước từ con trai của Cornwallis, Charles.
Gia đình của Cornwallis được thành lập tại Brome Hall, gần Eye, Suffolk, vào thế kỷ XIV, và các thành viên trong gia đình đã liên tục trở thành đại diện cho quận trong Hạ viện Anh suốt 300 năm. Frederick Cornwallis, được phong Nam tước vào năm 1627, chiến đấu cho Vua Charles I của Anh, và theo Vua Charles II lưu vong. Ông được phong làm Nam tước Cornwallis, Eye ở Quận Suffolk, vào năm 1661, và bằng những cuộc hôn nhân khôn ngoan, hậu duệ của ông đã giúp tăng địa vị của gia đình lên.

## Nghị viện, chính trị và hôn nhân

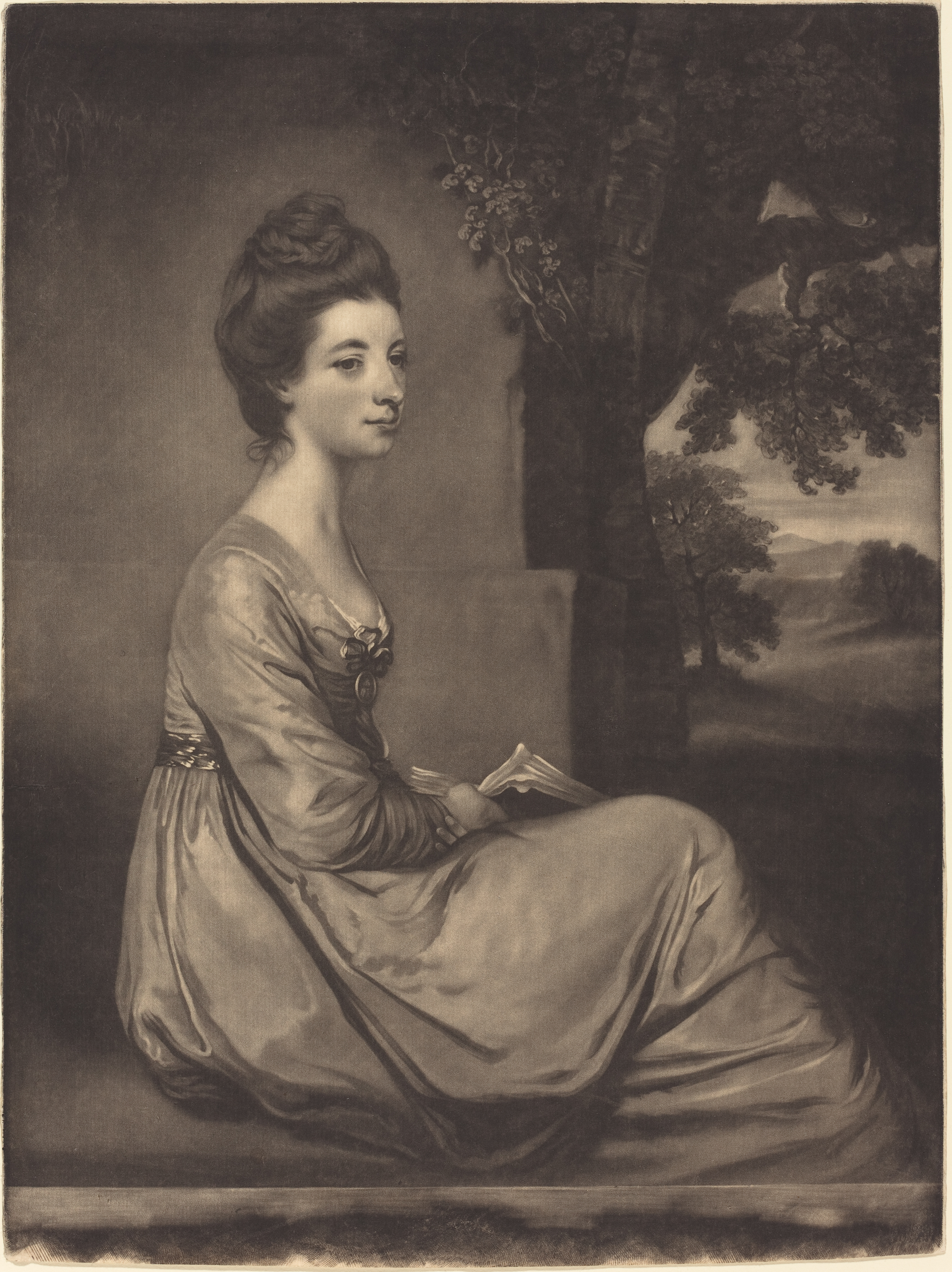
Jemima, Nữ công tước Cornwallis

Vào tháng 01/1760, Cornwallis trở thành Nghị sĩ trong Hạ viện Anh đại diện cho Eye, Suffolk. Ông kế vị cha mình để trở thành Bá tước Cornwallis thứ 2 vào năm 1762, điều này dẫn đến việc ông trở thành Nghị sĩ trong Viện Quý tộc Anh.
Ông là một trong năm người đồng cấp đã bỏ phiếu chống lại Đạo luật tem 1765 vì thiện cảm của ông dành cho những người thuộc địa. Trong những năm tiếp theo, ông duy trì một mức độ ủng hộ mạnh mẽ cho những người thuộc địa trong những căng thẳng và khủng hoảng dẫn đến Chiến tranh giành độc lập.
Vào ngày 14/07/1768, ông kết hôn với Jemima Tullekin Jones, con gái của một đại tá trung đoàn. Họ định cư ở Culford, Suffolk, nơi các con của họ, Mary (28 tháng 6 năm 1769 - 17 tháng 7 năm 1840), và Charles được sinh ra. Jemima mất ngày 14 tháng 4 năm 1779.

## Chiến tranh giành độc lập ở Bắc Mỹ
Trong những năm hậu chiến, Cornwallis vẫn tiếp tục phục vụ trong quân đội. Năm 1766, Ông trở thành đại tá của Trung đoàn bộ binh số 33. Ngày 29 tháng 09 năm 1775, ông được thăng cấp thiếu tướng. Với sự bùng nổ của chiến tranh ở Bắc Mỹ, Cornwallis gạt bỏ những hoài nghi trước đây của mình sang một bên và tìm cách phục vụ tại ngũ; đề xuất một cuộc thám hiểm đến các thuộc địa phía Nam.

### Các chiến dịch đầu tiên

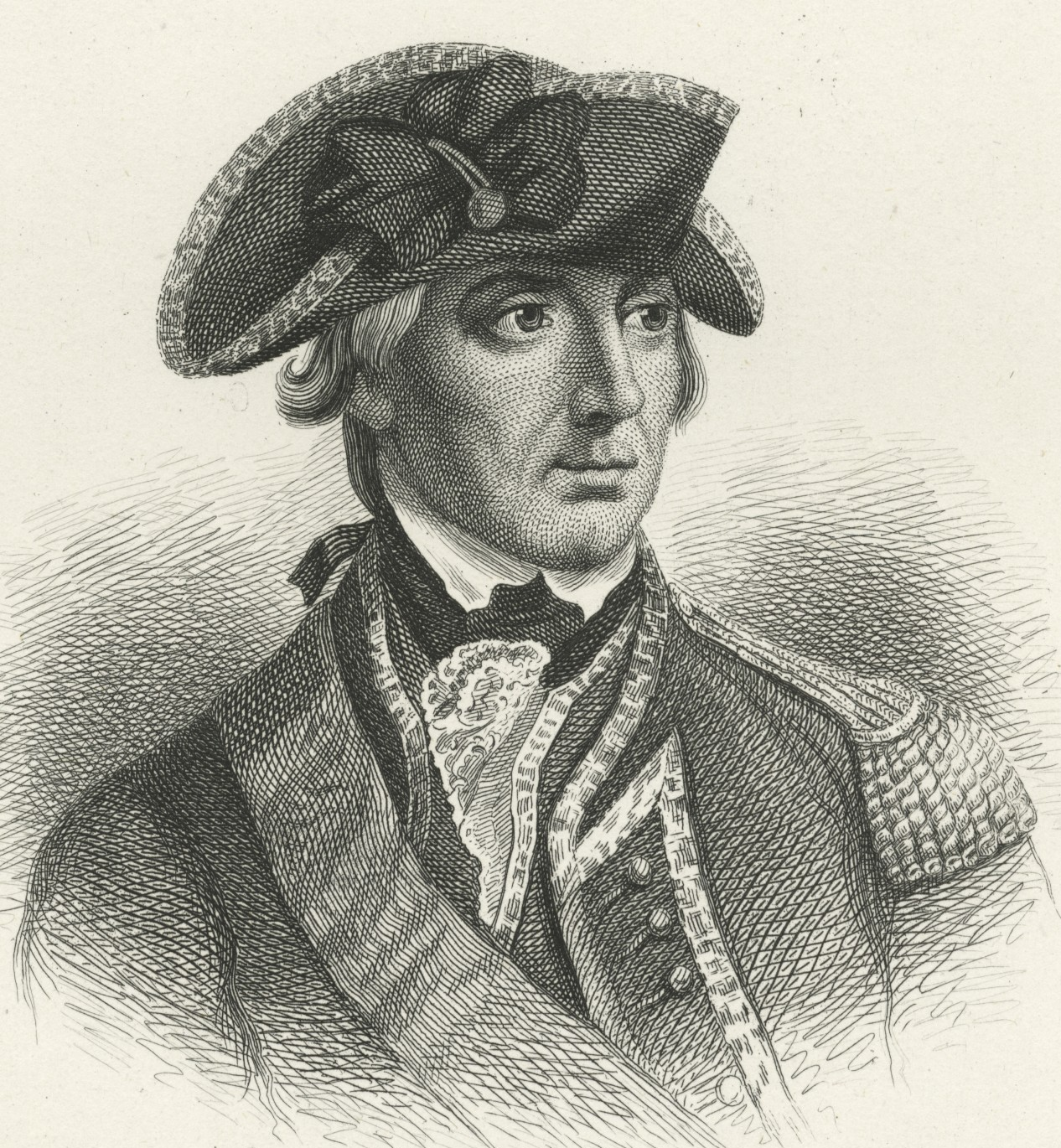
Tướng William Howe

Được thăng cấp trung tướng ở Bắc Mỹ, ông bắt đầu phục vụ tại thuộc địa này vào năm 1776 dưới thời Tướng Sir Henry Clinton với cuộc vây hãm Charleston thất bại. Ông và Clinton sau đó đi thuyền đến Thành phố New York, nơi họ tham gia cùng Tướng William Howe vào Chiến dịch New York và New Jersey. Cornwallis thường được giao một vai trò dẫn đầu trong chiến dịch này; sư đoàn của ông dẫn đầu trong Trận chiến Long Island, và đội quân của ông đã đuổi theo George Washington đang rút lui trên khắp New Jersey sau khi thành phố thất thủ.
Tướng Howe cho phép Cornwallis nghỉ vào tháng 12 năm 1776; tuy nhiên lệnh này đã bị hủy bỏ sau khi Washington tiến hành cuộc tấn công bất ngờ vào Trenton vào ngày 26 tháng 12. Howe ra lệnh cho Cornwallis trở lại New Jersey để đối phó với Washington. Cornwallis tập hợp các đơn vị đồn trú rải rác khắp New Jersey và di chuyển về phía Trenton. Vào ngày 02 tháng 01 năm 1777, khi tiến về Trenton, các lực lượng của ông đã tham gia vào một cuộc giao tranh kéo dài khiến việc điều quân đến vị trí của Washington trên sông Assunpink bị trì hoãn cho đến tận cuối ngày. Cornwallis đã không thể đánh bật Washington trong trận chiến sau đó.
Cornwallis đã chuẩn bị cho quân đội của mình tiếp tục tấn công vào vị trí của Washington vào ngày hôm sau, nhưng đã thất bại trong việc cử các toán quân tuần tra theo dõi quân lục địa. Trong đêm, lực lượng của Washington xung quanh Cornwallis và tấn công tiền đồn của Anh tại Princeton. Cornwallis đã trải qua mùa đông ở New York và New Jersey, nơi các lực lượng dưới quyền chỉ huy của ông đã tham gia vào các cuộc giao tranh liên tục với quân lục địa.
Cornwallis tiếp tục phục vụ dưới quyền của Howe trong chiến dịch giành quyền kiểm soát thủ phủ Philadelphia của phe nổi dậy. Cornwallis một lần nữa dẫn tiền quân đi trước, dẫn đầu quân cơ động bên sườn của đại quân trong Trận Brandywine, và đóng vai trò quan trọng tại Trận Germantown và Pháo đài Mercer. Sau một thời gian trở về nhà nghĩ ngơi, năm 1778, ông trở lại quân ngủ, Howe đã được Clinton thay thế làm tổng tư lệnh, và Cornwallis lúc này là chỉ huy thứ hai.
Việc Pháp tham chiến đã khiến các nhà lãnh đạo Anh tái triển khai lực lượng vũ trang của họ cho một cuộc chiến toàn diện hơn, và Philadelphia bị bỏ rơi. Cornwallis chỉ huy hậu quân trong cuộc rút quân qua đường bộ đến thành phố New York và đóng một vai trò quan trọng trong Trận Monmouth ngày 28 tháng 06 năm 1778. Sau một cuộc tấn công bất ngờ vào hậu quân Anh, Cornwallis mở một cuộc phản công nhằm kiểm tra sự tiến công của đối phương. Ngay cả khi Clinton khen ngợi Cornwallis về màn trình diễn này tại Monmouth, cuối cùng ông đã đổ lỗi cho Cornwallis vì đã không giành được chiến thắng trong ngày hôm đó. Vào tháng 11 năm 1778, Cornwallis một lần nữa trở lại Anh để ở cùng người vợ ốm yếu của mình là Jemima, người đã qua đời vào tháng 02 năm 1779.